# 新北市金山區金山國民小學
新北市立金山國民小學，簡稱金山國小，是臺灣新北市金山區的一所國民小學，鄰近金山中學、金山老街、金山武英殿、金山慈護宮，創於日本明治卅一年（1898年），迄今已有百余年歷史，培植人才甚眾。

## 沿革
- 臺灣日治時期，明治卅一年（1898年）6月17日為基隆國語傳習所（今基隆市信義國小）金包里分教場，同年10月1日改名為金包里公學校，昭和十六年（1941年）4月1日因學制變更，改稱為金山國民學校，1968年8月1日更名為臺北縣金山鄉金山國民小學，2010年12月25日臺北縣升格為直轄市，再度更名為新北市金山區金山國民小學。
- 悠悠校史
- 學校歷年大事紀
- 校歌
- 交通位置

## 歷任校長
| 1945年以前 | 姓名       | 1945年以後 | 姓名   | 1945年以後 | 姓名   |
| 首任校長   | 津田政二郎 | 首任校長   | 李金蟬 | 第13任校長 | 葉綉燕 |
| 第2任校長  | 近藤郁郎   | 第2任校長  | 李金樁 | 第14任校長 | 戴雲卿 |
| 第3任校長  | 淺野善語   | 第3任校長  | 吳阿灶 | 第15任校長 | 顏顯權 |
| 第4任校長  | 雄谷雄作   | 第4任校長  | 許連興 |            |        |
| 第5任校長  | 渡邊文吾   | 第5任校長  | 方新吾 |            |        |
| 第6任校長  | 藤澤新平   | 第6任校長  | 賴水田 |            |        |
| 第7任校長  | 三上善潔   | 第7任校長  | 王楚川 |            |        |
| 第8任校長  | 久津美昇   | 第8任校長  | 張瑞松 |            |        |
| 第9任校長  | 武田鶴八   | 第9任校長  | 林金炎 |            |        |
| 第10任校長 | 阿部魯     | 第10任校長 | 陳烘玉 |            |        |
| 第11任校長 | 山本茂     | 第11任校長 | 連進福 |            |        |
| 第12任校長 | 福山龍之助 | 第12任校長 | 蔡明若 |            |        |

## 歷任家長會會長
| - 第1任會長 | 張慶田 | 第11任會長 | 林錫攀 | 第21任會長 | 林慶池 | 第31任會長 | 李清泉 | 第41任會長 | 曾清霞 |
| 第2任會長   | 林國治 | 第12任會長 | 許民旗 | 第22任會長 | 陳壽春 | 第32任會長 | 周建興 | 第42任會長 | 蔡進山 |
| 第3任會長   | 李天送 | 第13任會長 | 郭保宏 | 第23任會長 | 張黃堯 | 第33任會長 | 呂建勳 | 第43任會長 | 王湘怡 |
| 第4任會長   | 許棟樑 | 第14任會長 | 李德仁 | 第24任會長 | 許坤地 | 第34任會長 | 李俊義 | 第44任會長 | 蔡雅萍 |
| 第5任會長   | 李天送 | 第15任會長 | 郭明煌 | 第25任會長 | 林進財 | 第35任會長 | 郭如豐 | 第45任會長 | 陳幸儀 |
| 第6任會長   | 林瑤晃 | 第16任會長 | 劉長崎 | 第26任會長 | 李永鑫 | 第36任會長 | 黃玉明 | 第46任會長 | 許瓊文 |
| 第7任會長   | 李天送 | 第17任會長 | 羅武平 | 第27任會長 | 張明雄 | 第37任會長 | 李益成 | 第47任會長 | 林引芳 |
| 第8任會長   | 李纘緒 | 第18任會長 | 游阿城 | 第28任會長 | 謝正勇 | 第38任會長 | 鄭仲川 | 第48任會長 | 徐舜民 |
| 第9任會長   | 張棟榮 | 第19任會長 | 王正雄 | 第29任會長 | 李信璋 | 第39任會長 | 郭而婕 | 第49任會長 | 黃韻潔 |
| 第10任會長  | 楊祥智 | 第20任會長 | 游忠義 | 第30任會長 | 郭啟慧 | 第40任會長 | 李采樺 | 第50任會長 | 張偉杰 |

## 校園建築特色
- 校園建築特色
- 榮獲2008國家卓越建設獎-優良環境文化類金質獎
- 跨越一世紀的校園風光(1898~2012)

|  |  |  |
|  |  |  |
|  |  |  |

## 校園公共藝術
- 彩虹寶寶-金山之光

|  |  |  |

- Golden Memory-金色記憶

|  |  |  |

## 傑出校友
- 蔡建松醫師：三軍總醫院醫療副院長兼執行官、國軍桃園總醫院院長
- 許森貴律師：曾任台大校友總會理事長、全國律師公會理事長及國際扶輪地區總監
- 林宗熙醫師：曾任北海岸金山醫院院長、現為敏盛醫療體系副總裁
- 李公哲先生：台大環工所教授、翡翠水庫管理局局長
- 張芳麗女士：基隆市第13、14、15、16、17屆議員及第16屆議長
- 許春財先生：曾任臺北縣金山鄉第12、13、15屆鄉長及臺北縣第15屆縣議員
- 蔡清奇校長：曾任臺北縣崁腳、大鵬、清水、中正及復興國小校長
- 張瑞松校長：曾任臺北縣野柳、金山及金美國小校長
- 許文勇校長：現為新北市淡水區屯山國民小學校長
- 陳銀欉先生：民國56年畢業校友，曾任潤泰集團首席顧問、彰化商業銀行董事監察人、薇閣基金會及薇閣中小學董事兼執行長、經濟部生技中心董事等職，現任財團法人昇恆昌基金會董事兼執行長等職。[1]
- 李鴻其先生：知名演員，2015年因演出《醉.生夢死》而獲得第17屆台北電影獎最佳男主角、第52屆金馬獎最佳新演員獎、第52屆金馬獎最佳男主角提名、甫提名第10屆亞洲電影大獎最佳新演員獎